# 한톈위
한톈위(중국어: 韓天宇, 1996년 6월 3일~)는 중화인민공화국의 쇼트트랙 선수이다.